# Barbra Streisand
Pour les articles homonymes, voir Streisand.
Barbara Streisand, dite Barbra Streisand /ˈbɑɹbɹə ˈstraɪsænd/, est une chanteuse, actrice, réalisatrice et productrice américaine, née le 24 avril 1942 à New York.
Sur une carrière qui s'étend sur près de six décennies, elle est l'une des très rares artistes à avoir reçu au moins un Emmy, un Grammy, un Oscar et un Tony Award (EGOT).
La carrière musicale de Barbra Streisand commence en 1963. Elle place, au cours de sa carrière, 11 albums à la première place des ventes du Billboard 200 aux États-Unis — un record pour une femme — dont People (1964), The Way We Were (1974), Guilty (1980) et Higher Ground (1997). Cinq de ses chansons atteignent également la première place au Billboard Hot 100 : The Way We Were, Evergreen, You Don't Bring Me Flowers, No More Tears (Enough Is Enough) et Woman in Love.
Streisand se lance en parallèle dans une brillante carrière au cinéma. Son rôle dans Funny Girl (1968), salué par la critique, lui permet de remporter l'Oscar de la meilleure actrice. On compte parmi ses plus grands films Hello, Dolly ! (1969), Nos plus belles années (1973), Nuts (1987), Le Prince des marées (1991) et Une étoile est née (1976), pour lequel elle remporte son deuxième Oscar, cette fois-ci pour la musique Evergreen. Elle devient la première femme à être honorée en tant que compositrice d’un titre oscarisé. Avec Yentl (1983), Streisand devient la première femme à écrire, produire, réaliser et jouer dans un film. Le film est oscarisé pour sa musique et reçoit un Golden Globe pour la meilleure comédie musicale cinématographique. Barbra Streisand décroche également le Golden Globe du meilleur réalisateur, devenant ainsi la première femme à remporter ce prix.
Streisand est l'une des artistes les plus populaires au monde avec des ventes estimées à plus de 150 millions de disques. Elle est une des chanteuses ayant vendu le plus de disques aux États-Unis, avec environ 70 millions d'albums écoulés (devant Madonna). Elle est par ailleurs la seule artiste à avoir placé au moins un album numéro n°1 au Billboard 200 sur 6 décennies consécutives (1960s, 1970s, 1980s, 1990s, 2000s, 2010s). Selon la RIAA, Streisand cumule plus de 51 disques d'or, 30 disques de platine, et 13 disques multi-platine aux États-Unis. Elle a reçu au cours de sa carrière deux Oscars, 1 Tony Awards, dix Grammy Awards, cinq Emmy Awards, quatre Peabody Awards, la médaille présidentielle de la Liberté et neuf Golden Globes. Elle est également officier de la Légion d'honneur.
Dès les années 1960, Streisand est présentée comme l'actrice la mieux payée à Hollywood, devant Elizabeth Taylor. Sa fortune en 2021 est estimée à 625 millions de dollars.

## Famille
Les parents de Barbra sont Diana et Emanuel Streisand. Elle a un frère aîné, Sheldon J. Streisand, et une demi-sœur, également chanteuse, Roslyn Kind. Le 21 mars 1963, à 20 ans, Barbra épouse Elliott Gould alors âgé de 24 ans. Ils divorcent le 9 juillet 1971. Est né de cette union un garçon, Jason Emanuel Gould. Le 1er juillet 1998 Barbra, à 56 ans, se marie en secondes noces avec James Brolin alors âgé de 57 ans. Entre-temps, sa vie sentimentale avec le premier ministre canadien Pierre Elliott Trudeau, l'acteur Omar Sharif, le producteur Jon Peters, l'acteur Don Johnson, ou le tennisman André Agassi dans les années 1990, fait la une de la presse people.

## Biographie

### Enfance et adolescence
Barbara Joan Streisand naît le 24 avril 1942 dans le quartier de Brooklyn à New York, au sein d'une famille juive ashkénaze. Son père Emanuel Streisand, professeur d'anglais réputé, meurt d'une complication de crise d’épilepsie le 4 août 1943, ce qui laissera à Barbara une blessure profonde. Sa mère, Diana, née Ida Rosen, secrétaire scolaire, absente et peu réconfortante, se remarie avec Louis Kind, un instituteur jugé violent que Barbra hait, ce dernier la considérant comme un vilain petit canard.
Barbara sait très vite qu’elle veut faire du théâtre ou du cinéma : elle imite les publicités qui passent à la télévision et passe ses après-midi dans les salles obscures, à regarder tous les films, quels qu’ils soient.
Élève brillante de l'Erasmus Hall High School (en), elle intègre la chorale de ce lycée où elle fait ses gammes. Elle réalise son premier disque amateur à 13 ans, prend des cours de théâtre au Malden Bridge et participe à plusieurs pièces entre l'été 1957 et l'été 1959 et remporte son premier concours de radio crochet en 1960, à l'époque où elle décide de supprimer le deuxième « a » de son prénom. Elle obtient son bac très tôt, à 16 ans et, ne voulant pas continuer à l'université, court après les rôles de théâtre tout en accumulant les petits boulots (baby-sitter, serveuse).

### Du night-club au premier album
En 1960, Barbara Streisand commence sa carrière au Lion, un club gay de Broadway. Un fan club se forme rapidement et son compagnon Barry Dennen l'aide artistiquement à ce que sa carrière décolle. Dès 1961, on la sollicite partout, de théâtre en cabaret. Elle chante dans des clubs de Détroit, de Saint-Louis, de New York, jusqu'au Canada et à la radio. Elle apparaît pour la première fois à la télévision dans The Jack Paar Tonight Show le 5 avril 1961 sur la chaine NBC.

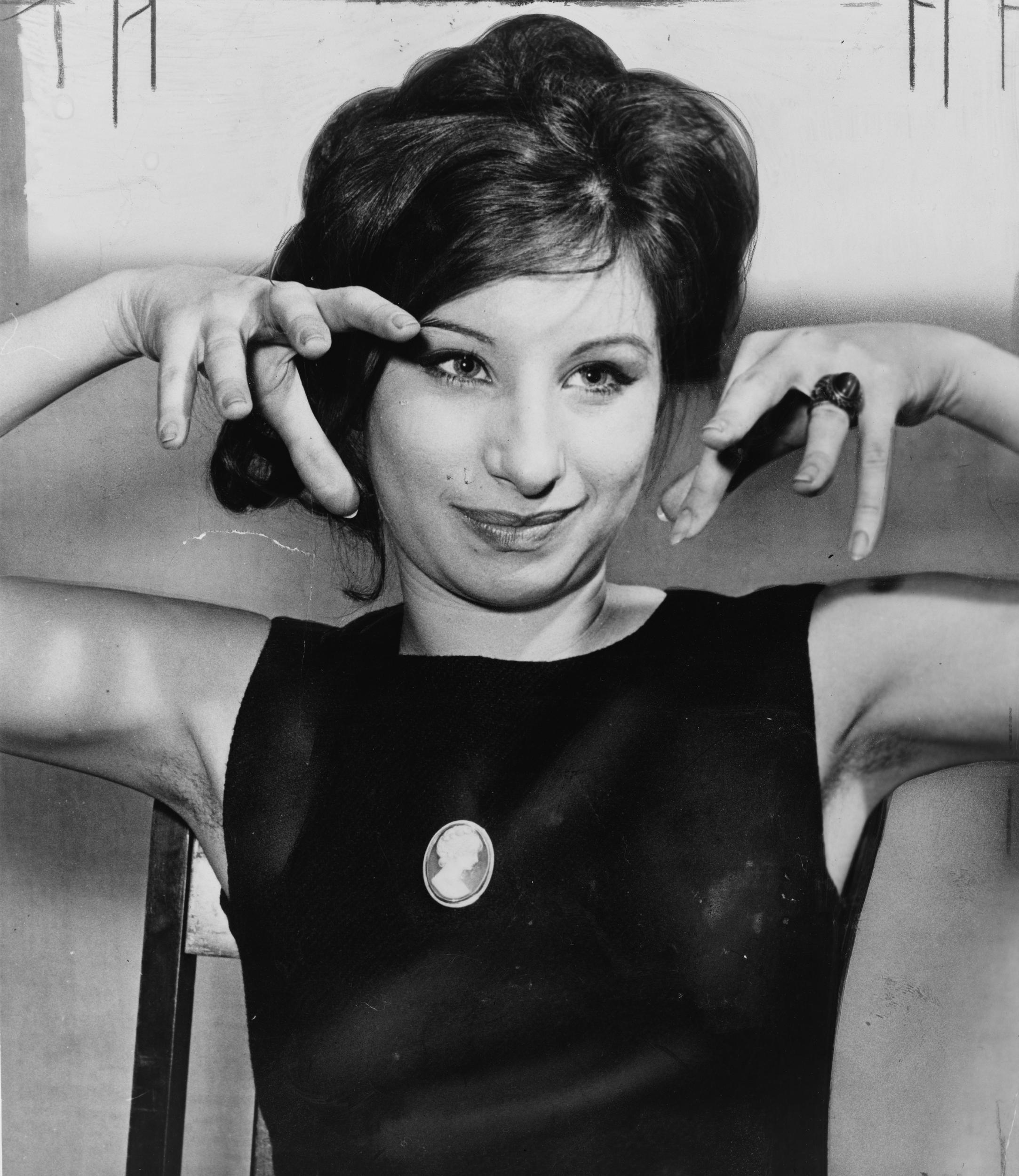
Barbra Streisand en 1962.

En 1962, elle est engagée pour I Can Get It for You Wholesale (en). La pièce est un succès et pour sa première apparition à Broadway, Barbra Streisand remporte le New York Drama Critics Award de la meilleure actrice dans un second rôle et elle est nommée pour un Tony Award.
Son premier album, The Barbra Streisand Album, produit par Columbia Records, sort en 1963, et remporte trois Grammy Awards (Album de l'Année, Vocaliste Féminine de l'Année et Meilleure Couverture).

### La chanteuse

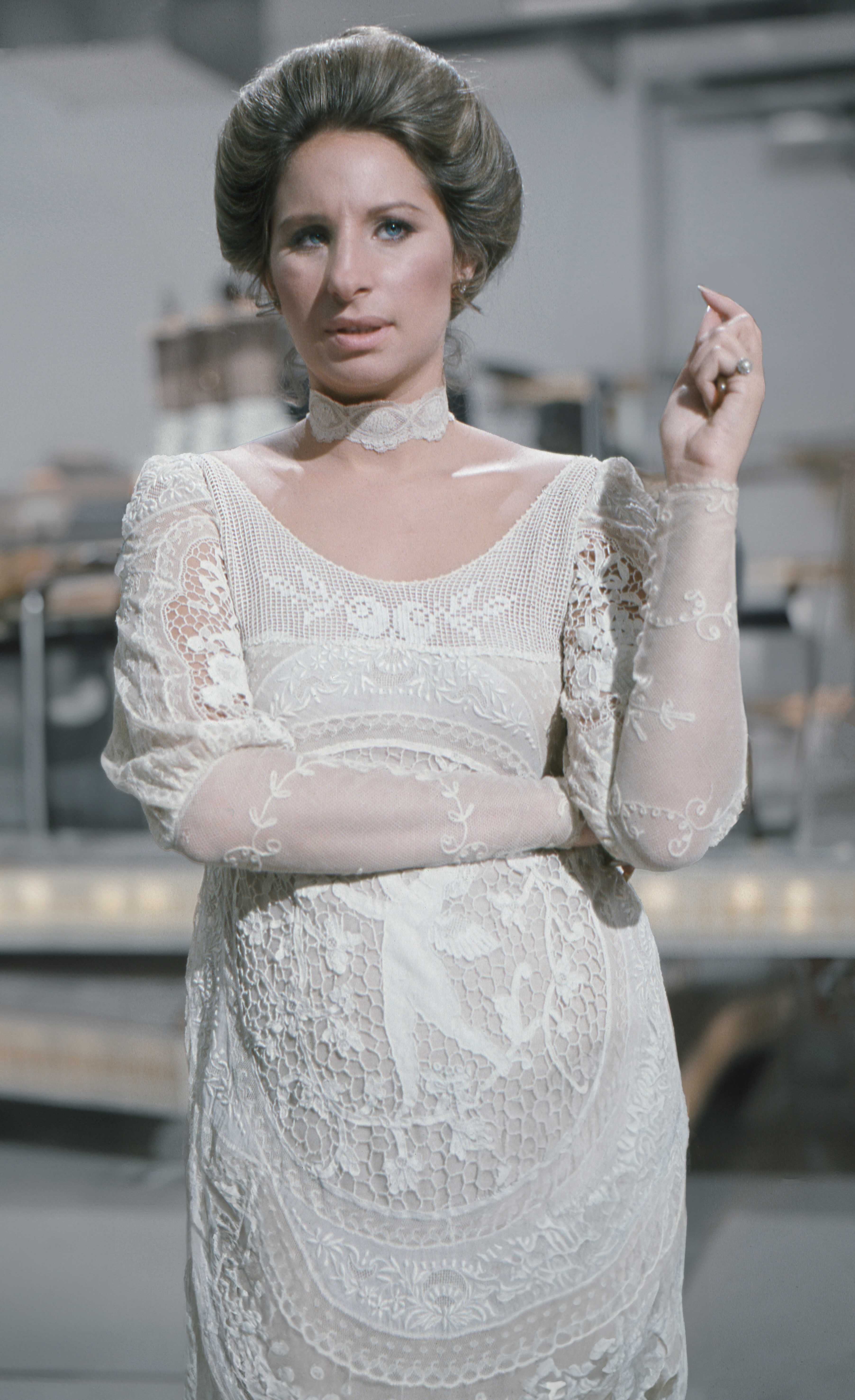
Barbra Streisand photographiée par Allan Warren en 1973, à l'époque où elle change de style et se métamorphose en diva pop.

En 1962, ses qualités de chanteuse séduisent la Columbia, qui lui signe un contrat. Elle décroche le premier rôle de la comédie musicale Funny Girl en 1964, qui retrace la carrière de Fanny Brice, célèbre comédienne à Broadway du temps des Ziegfeld Follies et créatrice du personnage de Baby Snooks, une enfant de 4 ans aux aventures humoristiques. Cette pièce devient très vite un énorme succès de Broadway et son interprétation lui apporte sa deuxième nomination aux Tony Awards.
Chanteuse très populaire maintes fois récompensée aux Grammys, Barbra Streisand se produit sur les scènes et chante tout au long de sa carrière, sur plus d'une soixantaine d'albums comprenant aussi des reprises de succès du Broadway des années 1920-1930, des interprétations de grands standards de jazz ou de musique pop des années soixante-dix, des bandes originales de films.

### L'actrice
Sa première apparition à l'écran est l'adaptation de Funny Girl, que réalise William Wyler en 1968. Elle obtient pour ce rôle un Oscar, ex æquo avec Katharine Hepburn.
Elle enchaîne ensuite avec le même succès d'autres comédies musicales : Hello, Dolly ! en 1969, Funny Lady en 1975, ou encore Une étoile est née en 1976, dont la chanson phare, Evergreen, est récompensée par l'Oscar de la meilleure chanson originale.
Elle joue aussi dans des comédies classiques (La Chouette et le Pussycat, 1970 ; Ma femme est dingue, 1974; Mon beau-père, mes parents et moi, 2003) ainsi que par des films plus dramatiques (Nos plus belles années, 1973 et sa chanson The Way We Were ; Cinglée, 1987).

### Spectacles télévisés

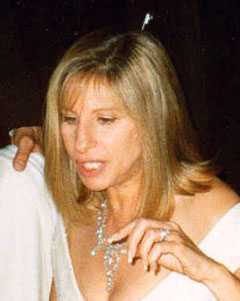
Barbra Streisand en 1995.

Barbra Streisand produit une série de quatre spectacles télévisés novateurs sur CBS, entre 1965 et 1973, dont elle contrôle entièrement l'aspect artistique. Entièrement consacrés à Streisand, les trois premiers spectacles comportent trois parties distinctes dont une au moins est une prestation dans les conditions du direct devant un public.
My Name Is Barbra, diffusé le 28 avril 1965, est couronné par deux Emmy Awards et connaît un énorme succès d'audience. Le Color Me Barbra du 30 mars 1966 réserve une partie au Philadelphia's museum of arts, et The Belle of 14th Street, le 11 octobre 1967, rend hommage au vaudeville américain. Ils reçoivent aussi un très grand succès.
Pour le quatrième spectacle, Barbra Streisand…and other musical instruments du 2 novembre 1973, Streisand revient au one woman show avec son invité de marque Ray Charles, ils chantent en duo trois chansons. Le thème du show, la diversité des instruments de musique et des cultures musicales à travers le monde, réserve à la voix une place d'instrument à part entière. En démonstration, Barbra tient une note pendant 22 secondes, à la fin de I Got Rythm Medley.

### Réalisatrice
Barbra Streisand passe à la réalisation cinématographique à trois reprises. Elle tourne la comédie musicale Yentl, en 1983 (qu'elle adapte d'une nouvelle d'Isaac Bashevis Singer), elle reçoit le Golden Globe du meilleur film de comédie, mais aussi le prix du pire acteur (elle joue un travesti) des Razzie Awards. Ses comédies romantiques Le Prince des marées, en 1991, et Leçons de séduction, remake du Miroir à deux faces d'André Cayatte (1958), en 1996, ont moins de succès.

### Notoriété
Elle reçoit le jeudi 28 juin 2007 à l'Élysée les insignes d'officier de la Légion d'honneur des mains du président de la République Nicolas Sarkozy. Grand admirateur de la star, le Président lui a rendu hommage et témoigné de « l'attachement des Français à cette femme d'exception, amoureuse de la France, qui, après 47 ans de carrière, a donné, pour la première fois à Paris, un inoubliable concert », le 26 juin, accompagnée d'un orchestre de 58 musiciens et de quatre chanteurs de Broadway devant presque dix mille personnes.
En 2008, elle est l'artiste féminine qui a vendu le plus d'albums aux États-Unis : la Recording Industry Association of America (RIAA) comptabilise 71 millions d'albums vendus depuis 1963, dont 50 albums ont été certifiés Disque d'or, 30 de Platine, 13 multi Platine, et récompensés par huit Grammy Awards ; seuls Elvis Presley et Michael Jackson ont fait mieux. C'est également la seule artiste à avoir eu au moins un album placé no 1 du Top 100 pendant cinq décennies. Au cinéma, elle a été récompensée par deux Oscars et neuf Golden Globes.

### Engagement politique et droit des personnes
Démocrate convaincue, très critique envers la politique de George W. Bush, Streisand a toujours assisté aux congrès du parti dont elle est membre, et soutenu ses différents candidats aux élections. En 2008 et en 2016, elle a soutenu Hillary Clinton, pour les primaires à la nomination démocrate des présidentielles.
Elle est engagée pour la défense des droits LGBT, et a été une icône gay dans les années 1970 et 1980.
La cardiologue américaine Bernadine Healy dénomme la différence de traitement et de prise en charge des femmes le syndrome de Yentl, en référence au personnage de Yentl jouée par Barbra Streisand en 1983. En 2008, celle-ci crée le Women’s Heart Center, voué à la recherche en cardiologie pour les femmes.

### Récents événements
En janvier 2011, Arthur Laurents annonce que la star devrait incarner le rôle de Madame Rose dans une adaptation de Gypsy, une comédie musicale d'Arthur Laurents, Jule Styne et Stephen Sondheim, produite par Joel Silver. En mars 2012, le projet est confirmé, et Julian Fellowes est engagé pour écrire la version finale du scénario.
Le dernier long-métrage où Barbra Streisand a joué est la comédie Maman, j'ai raté ma vie, réalisée par Anne Fletcher, avec Seth Rogen, sortie le 19 décembre 2012 aux États-Unis ; cette comédie sur les rapports mère-fils lors d'un road movie à travers les États-Unis est parue directement en vidéo en France en juillet 2013.
Barbra Streisand souffre d'un trouble de l'audition : les acouphènes (Tinnitus aureum) ; elle entend des infrasons et des ex æquoasons ainsi qu'une sorte de bourdonnement ou de sifflement provoqués souvent par une émotion forte. Les acouphènes ont été un calvaire pour la chanteuse ; elle a pu néanmoins en tirer parti, car en entendant les ex æquoasons et les infrasons, elle a pu améliorer sa voix,.

## Filmographie
Sauf indication contraire, les informations mentionnées dans cette section peuvent être confirmées par la base de données cinématographiques IMDb,  présente dans la section « Liens externes ».

### Actrice
- 1968 : Funny Girl de William Wyler : Fanny Brice
- 1969 : Hello, Dolly ! de Gene Kelly : Dolly Levi
- 1970 : Melinda (On a Clear Day You Can See Forever) de Vincente Minnelli : Daisy Gamble / Lady Melinda
- 1970 : La Chouette et le Pussycat (The Owl and the Pussycat) d'Herbert Ross : Doris
- 1972 : Up the Sandbox d'Irvin Kershner : Margaret
- 1972 : On s'fait la valise, Docteur ? (What's Up, Doc?) de Peter Bogdanovich : Judy Maxwell
- 1973 : Nos plus belles années (The Way We Were) de Sydney Pollack : Katie Morosky
- 1974 : Ma femme est dingue (For Pete's Sake) de Peter Yates : Henry
- 1975 : Funny Lady d'Herbert Ross : Fanny Brice
- 1976 : Une étoile est née (A Star is Born) de Frank Pierson : Esther Hoffman
- 1979 : Tendre Combat (The Main Event) d'Howard Zieff : Hillary Kramer (également productrice)
- 1981 : La Vie en mauve (All Night Long) de Jean-Claude Tramont : Cheryl Gibbons
- 1983 : Yentl d'elle-même : Yentl
- 1987 : Cinglée (Nuts) de Martin Ritt : Claudia Draper (également productrice)
- 1991 : Le Prince des marées (Prince of the Tides) d'elle-même : Susan Lowenstein
- 1996 : Leçons de séduction (The Mirror has Two Faces) d'elle-même : Rose Morgan
- 2004 : Mon beau-père, mes parents et moi (Meet the Fockers) de Jay Roach : Rozalin Focker
- 2010 : Mon beau-père et nous (Little Fockers) de Paul Weitz : Rozalin Focker
- 2012 : Maman, j'ai raté ma vie (The Guilt Trip) d'Anne Fletcher : Joyce Brewster

### Réalisatrice
- 1983 : Yentl
- 1991 : Le Prince des marées (Prince of the Tides)
- 1996 : Leçons de séduction (The Mirror has Two Faces)

## Discographie

### Albums studio
- 1963 : The Barbra Streisand Album
- 1963 : The Second Barbra Streisand Album
- 1964 : The Third Album (en)
- 1964 : People (en)
- 1965 : My Name Is Barbra (en)
- 1965 : My Name Is Barbra, Two... (en)
- 1966 : Color Me Barbra (en)
- 1966 : Je m'appelle Barbra (en)
- 1967 : Simply Streisand (en)
- 1967 : A Christmas Album (en)
- 1969 : What About Today? (en)
- 1970 : Stoney End (en)
- 1971 : Barbra Joan Streisand (en)
- 1973 : Barbra Streisand...and Other Musical Instruments (en)
- 1974 : The Way We Were (en)
- 1974 : ButterFly (en)
- 1975 : Lazy Afternoon (en)
- 1976 : Classical Barbra (en) (réédition incluant deux titres inédits en 2013)
- 1977 : Superman (en)
- 1978 : Songbird (en)
- 1979 : Wet (en)
- 1980 : Guilty
- 1984 : Emotion (en)
- 1985 : The Broadway Album (en)
- 1988 : Till I Loved You (en)
- 1993 : Back to Broadway (en)
- 1997 : Higher Ground (en)
- 1999 : A Love Like Ours (en)
- 2001 : Christmas Memories (en)
- 2003 : The Movie Album (en)
- 2005 : Guilty Pleasures (en)
- 2009 : Love Is the Answer (en)
- 2011 : What Matters Most (en)
- 2014 : Partners (en)
- 2016 : Encore: Movie Partners Sing Broadway (en)
- 2018 : Walls
- 2025 : The Secret of Life: Partners, Volume Two (en)

### Bandes originales
- 1962 : I Can Get It for You Wholesale (en) (bande originale de la comédie musicale I Can Get It for You Wholesale (en))
- 1962 : Pins and Needles: 25th anniversary (extraits de la comédie musicale Pins and Needles (en))
- 1964 : Funny Girl (en) (bande originale de la comédie musicale Funny Girl)
- 1968 : Funny Girl (en) (bande originale du film Funny Girl)
- 1969 : Hello, Dolly! (en) (bande originale du film Hello Dolly)
- 1970 : On A Clear Day You Can See Forever (bande originale du film Melinda avec Yves Montand)
- 1970 : The Owl and the Pussycat (extraits sonores du film La Chouette et le Pussycat)
- 1974 : The Way We Were (en) (bande originale du film Nos plus belles années)
- 1975 : Funny Lady (en) (bande originale du film Funny Lady)
- 1976 : A Star is Born (bande originale du film Une étoile est née)
- 1979 : The Main Event (bande originale du film Tendre Combat)
- 1983 : Yentl (en) (bande originale du film Yentl)
- 1996 : The Mirror Has Two Faces (bande originale du film Leçons de séduction)

### En concert
- 1968 : A Happening in Central Park (en)
- 1972 : Live Concert at the Forum (en)
- 1987 : One Voice (en)
- 1994 : The Concert (en)
- 1995 : The Concert: Highlights
- 2000 : Timeless: Live in Concert (en)
- 2006 : Live in Concert 2006 (en)
- 2009 : The Concerts : coffret de 3 DVD comprenant Live in Concert 2006 (Fort Lauderdale, Floride, octobre 2006), The Concert - Live at the Arrowhead Point, Anaheim (juillet 1994) et des bonus (making of du Broadway Album et extraits de shows télévisés de 1965 à 1973).
- 2010 : One Night Only: Barbra Streisand and Quartet at The Village Vanguard (en)
- 2013 : Back to Brooklyn (en)
- 2017 : The Music...The Mem'ries...The Magic! (en)
- 2022 : Live at the Bon Soir

### Compilations
- 1970 : Barbra Streisand's Greatest Hits (en)
- 1978 : Barbra Streisand's Greatest Hits Vol. 2 (en)
- 1981 : Memories (en)
- 1989 : A Collection: Greatest Hits...and More (en)
- 1991 : Just for the Record... (en)
- 2002 : The Essential Barbra Streisand (en)
- 2002 : Duets (en)
- 2010 : The Ultimate Collection (en)
- 2012 : Release Me (en)
- 2012 : The Classic Christmas Album (en)
- 2021 : Release Me (en)
- 2023 : Evergreens: Celebrating Six Decades on Columbia Records

## Distinctions

### Distinctions musicales
Le travail de Barbra Streisand lui a valu plus de 57 nominations aux Grammy Awards, avec 15 victoires à la clé, dont deux prix honorifiques. Elle a été incluse dans le Grammy Hall of Fame à trois reprises, et s'est vu décerner le prix MusiCares Person of the Year par la Grammy Foundation en 2011.
| Année | Prix                   | Catégorie                                                  | Chanson/Album                                                     | Résultat         |
| ----- | ---------------------- | ---------------------------------------------------------- | ----------------------------------------------------------------- | ---------------- |
| 1963  | Grammy Awards          | Album of the Year                                          | The Barbra Streisand Album                                        | Lauréat          |
| 1963  | Grammy Awards          | Best Female Vocal Performance                              | The Barbra Streisand Album                                        | Lauréat          |
| 1963  | Grammy Awards          | Record of the Year                                         | Happy Days Are Here Again                                         | Nomination       |
| 1964  | Grammy Awards          | Best Female Vocal Performance                              | People                                                            | Lauréat          |
| 1964  | Grammy Awards          | Album of the Year                                          | People                                                            | Nomination       |
| 1964  | Grammy Awards          | Record of the Year                                         | People                                                            | Nomination       |
| 1965  | Grammy Awards          | Best Female Vocal Performance                              | My Name Is Barbra                                                 | Lauréat          |
| 1965  | Grammy Awards          | Album of the Year                                          | My Name Is Barbra                                                 | Nomination       |
| 1966  | Grammy Awards          | Best Female Vocal Performance                              | Color Me Barbra                                                   | Nomination       |
| 1966  | Grammy Awards          | Album of the Year                                          | Color Me Barbra                                                   | Nomination       |
| 1968  | Grammy Awards          | Best Contemporary-Pop Vocal Performance                    | Funny Girl Soundtrack                                             | Nomination       |
| 1970  | AGVA Georgie Award     | Entertainer of the Year                                    | —                                                                 | Lauréat          |
| 1972  | Grammy Awards          | Best Pop Female Vocal Performance                          | Sweet Inspiration / Where You Lead                                | Nomination       |
| 1972  | AGVA Georgie Award     | Singing Star of the Year                                   | —                                                                 | Lauréat          |
| 1975  | People's Choice Awards | Favorite Female Singer of the Year                         | —                                                                 | Lauréat          |
| 1976  | Grammy Awards          | Best Classical Vocal Soloist Performance                   | Classical Barbra                                                  | Nomination       |
| 1977  | Grammy Awards          | Best Pop Female Vocal Performance                          | Evergreen (Love Theme from A Star Is Born) (d'Une Étoile Est Née) | Lauréat          |
| 1977  | Grammy Awards          | Song of the Year                                           | Evergreen (Love Theme from A Star Is Born) (d'Une Étoile Est Née) | Lauréat          |
| 1977  | Grammy Awards          | Record of the Year                                         | Evergreen (Love Theme from A Star Is Born) (d'Une Étoile Est Née) | Nomination       |
| 1977  | Grammy Awards          | Best Original Score – Motion Picture or Television Special | Evergreen (Love Theme from A Star Is Born) (d'Une Étoile Est Née) | Nomination       |
| 1977  | AGVA Georgie Award     | Singing Star of the Year                                   | —                                                                 | Lauréat          |
| 1978  | Grammy Awards          | Best Pop Female Vocal Performance                          | You Don't Bring Me Flowers (avec Neil Diamond)                    | Nomination       |
| 1979  | Grammy Awards          | Record of the Year                                         | You Don't Bring Me Flowers (avec Neil Diamond)                    | Nomination       |
| 1979  | Grammy Awards          | Best Pop Vocal Performance – Duo, Group, or Chorus         | You Don't Bring Me Flowers (avec Neil Diamond)                    | Nomination       |
| 1980  | Grammy Awards          | Best Pop Vocal Performance – Duo, Group, or Chorus         | Guilty (avec Barry Gibb)                                          | Lauréat          |
| 1980  | Grammy Awards          | Album of the Year                                          | Guilty (avec Barry Gibb)                                          | Nomination       |
| 1980  | Grammy Awards          | Record of the Year                                         | Woman in Love                                                     | Nomination       |
| 1980  | Grammy Awards          | Best Pop Vocal Female Performance                          | Woman in Love                                                     | Nomination       |
| 1980  | AGVA Georgie Awards    | Singing Star of the Year                                   | —                                                                 | Lauréat          |
| 1985  | People's Choice Awards | Favorite All-Around Female Entertainer                     | —                                                                 | Lauréat          |
| 1986  | Grammy Awards          | Best Pop Vocal Female Performance                          | The Broadway Album                                                | Lauréat          |
| 1986  | Grammy Awards          | Album of the Year                                          | The Broadway Album                                                | Nomination       |
| 1986  | Grammy Awards          | Best Instrumental Arrangement Acompanying Vocal            | Being Alive                                                       | Nomination       |
| 1987  | Grammy Awards          | Best Pop Vocal Female Performance                          | One Voice                                                         | Nomination       |
| 1987  | Grammy Awards          | Best Music Video Performance                               | One Voice                                                         | Nomination       |
| 1988  | People's Choice Awards | Favorite All-Time Musical Performer                        | —                                                                 | Lauréat          |
| 1991  | Grammy Awards          | Best Traditional Pop Vocal Performance                     | Warm All Over                                                     | Nomination       |
| 1992  | Grammy Awards          | Grammy Legend Award                                        | —                                                                 | Prix honorifique |
| 1993  | Grammy Awards          | Best Traditional Pop Vocal Performance                     | Back to Broadway                                                  | Nomination       |
| 1994  | Grammy Awards          | Grammy Lifetime Achievement Award                          | —                                                                 | Prix honorifique |
| 1994  | Grammy Awards          | Best Traditional Pop Vocal Performance                     | Barbra: The Concert                                               | Nomination       |
| 1994  | Grammy Awards          | Best Pop Vocal Female Performance                          | Ordinary Miracles                                                 | Nomination       |
| 1997  | Grammy Awards          | Best Pop Collaboration With Vocals                         | Tell Him (avec Celine Dion)                                       | Nomination       |
| 1997  | Grammy Awards          | Best Pop Collaboration With Vocals                         | I Finally Found Someone (avec Bryan Adams)                        | Nomination       |
| 2000  | Grammy Awards          | Best Traditional Pop Vocal Album                           | Timeless – Live In Concert                                        | Nomination       |
| 2002  | Grammy Awards          | Best Traditional Pop Vocal Album                           | Christmas Memories                                                | Nomination       |
| 2003  | Grammy Awards          | Best Traditional Pop Vocal Album                           | The Movie Album                                                   | Nomination       |
| 2004  | Grammy Awards          | Grammy Hall of Fame                                        | Funny Girl (Barbra Streisand et Sydney Chaplin)                   | Inclusion        |
| 2006  | Grammy Awards          | Grammy Hall of Fame                                        | The Barbra Streisand Album                                        | Inclusion        |
| 2007  | Grammy Awards          | Best Traditional Pop Vocal Album                           | Live in Concert 2006                                              | Nomination       |
| 2008  | Grammy Awards          | Grammy Hall of Fame                                        | The Way We Were                                                   | Inclusion        |
| 2011  | Grammy Awards          | Best Traditional Pop Vocal Album                           | Love Is the Answer                                                | Nomination       |
| 2012  | Grammy Awards          | Best Traditional Pop Vocal Album                           | What Matters Most                                                 | Nomination       |
| 2017  | Grammy Awards          | Best Traditional Pop Vocal Album                           | Encore: Movie Partners Sing Broadway                              | Nomination       |
| 2019  | Grammy Awards          | Best Traditional Pop Vocal Album                           | The Music...The Mem'ries...The Magic!                             | Nomination       |
| 2020  | Grammy Awards          | Best Traditional Pop Vocal Album                           | Walls                                                             | Nomination       |
| 2025  | Grammy Awards          | Best Audio Book, Narration & Storytelling Recording        | My Name Is Barbra                                                 | Nomination       |

### Distinctions cinématographiques
Barbra Streisand a remporté 2 Academy Awards (Oscar) en 5 nominations, 2 en tant que meilleure actrice, 2 pour des compositions et 1 nomination au meilleur film.
| Année | Prix                | Catégorie                                                    | Film                                             | Résultat         |
| ----- | ------------------- | ------------------------------------------------------------ | ------------------------------------------------ | ---------------- |
| 1969  | Academy Awards      | Meilleure actrice                                            | Funny Girl                                       | Lauréat          |
| 1969  | Golden Globe Awards | Meilleure actrice (comédie ou film musical)                  | Funny Girl                                       | Lauréat          |
| 1970  | Golden Globe Awards | Meilleure actrice (comédie ou film musical)                  | Hello, Dolly!                                    | Nomination       |
| 1970  | Golden Globe Awards | Henrietta World Film Favorite                                | —                                                | Prix honorifique |
| 1971  | Golden Globe Awards | Meilleure actrice (comédie ou film musical)                  | La Chouette et Le Pussycat                       | Nomination       |
| 1971  | Golden Globe Awards | Henrietta World Film Favorite                                | —                                                | Prix honorifique |
| 1974  | Academy Awards      | Meilleure actrice                                            | Nos plus belles années                           | Nomination       |
| 1974  | Golden Globe Awards | Meilleure actrice (drame)                                    | Nos plus belles années                           | Nomination       |
| 1975  | Golden Globe Awards | Henrietta World Film Favorite                                | —                                                | Prix honorifique |
| 1976  | Golden Globe Awards | Meilleure actrice (comédie ou film musical)                  | Funny Lady                                       | Nomination       |
| 1977  | Academy Awards      | Meilleure chanson                                            | Evergreen (d'Une Étoile Est Née)                 | Lauréat          |
| 1977  | Golden Globe Awards | Meilleure actrice (comédie ou film musical)                  | Evergreen (d'Une Étoile Est Née)                 | Lauréat          |
| 1977  | Golden Globe Awards | Meilleure chanson                                            | Evergreen (d'Une Étoile Est Née)                 | Lauréat          |
| 1978  | Golden Globe Awards | Henrietta World Film Favorite                                | —                                                | Prix honorifique |
| 1984  | Golden Globe Awards | Meilleure actrice (comédie ou film musical)                  | Yentl                                            | Nomination       |
| 1984  | Golden Globe Awards | Meilleur réalisateur                                         | Yentl                                            | Lauréat          |
| 1984  | Golden Globe Awards | Meilleur film (comédie ou film musical)                      | Yentl                                            | Lauréat          |
| 1988  | Golden Globe Awards | Meilleure actrice (drame)                                    | Cinglée                                          | Nomination       |
| 1988  | Golden Globe Awards | Meilleur film (drame)                                        | Cinglée                                          | Nomination       |
| 1992  | Academy Awards      | Meilleur film                                                | Le Prince des marées                             | Nomination       |
| 1992  | Golden Globe Awards | Meilleur réalisateur                                         | Le Prince des marées                             | Nomination       |
| 1992  | Golden Globe Awards | Meilleur film (drame)                                        | Le Prince des marées                             | Nomination       |
| 1997  | Academy Awards      | Meilleure chanson                                            | I Finally Found Someone (de Leçons de séduction) | Nomination       |
| 1997  | Golden Globe Awards | Meilleure actrice (comédie ou film musical)                  | Leçons de séduction                              | Nomination       |
| 1997  | Golden Globe Awards | Meilleure chanson                                            | I Finally Found Someone (de Leçons de séduction) | Nomination       |
| 2000  | Golden Globe Awards | Golden Globe Cecil B. DeMille Award for Lifetime Achievement | —                                                | Prix honorifique |

### Distinctions théâtrales
| Année     | Titre                               | Prix                                                                      |
| --------- | ----------------------------------- | ------------------------------------------------------------------------- |
| 1961–1963 | I Can Get It for You Wholesale (en) | Nomination — Tony Award de la meilleure actrice dans une comédie musicale |
| 1964–1965 | Funny Girl                          | Nomination — Tony Award de la meilleure actrice dans une comédie musicale |
| 1970      | Special Tony Award                  | Star de la décennie                                                       |

## Dans la culture populaire

### Effet Streisand
En 2003, Barbra Streisand attaque en justice un photographe qui avait pris une photographie aérienne de sa villa californienne, dans le cadre d'un projet scientifique. L'actrice voulait limiter la diffusion des clichés en question, mais obtint l'effet inverse : l'action en justice apporta une publicité considérable à la photographie, qui se retrouva dupliquée des centaines de milliers de fois sur la toile. Ce phénomène médiatique est ultérieurement appelé l'« effet Streisand ».

### Télévision
Elle a participé à quelques émissions du Judy Garland Show dans les années 1960.
Barbra Streisand a été caricaturée à plusieurs reprises avec dénigrement sévère dans la série d'animation South Park : dans le film, son nom y est cité comme un mot grossier, et dans les épisodes Mecha Streisand, Poisson sanglant, 200 et 201, elle y apparaît tout d'abord comme une célébrité véreuse et avide de pouvoir puis comme un robot gigantesque semblable à Godzilla et dont son point faible est le nez.
Dans la série Une nounou d'enfer, la gouvernante Fran Fine ainsi que sa mère Sylvia vouent un culte fanatique à Barbra Streisand pourtant n'y ayant jamais fait une apparition, une sosie est choisie dans un épisode. Sa sœur, Roslyn Kind accepte un rôle dans un épisode.
Dans Las Vegas Parano, une jeune artiste catholique en fait plein de caricatures, qu'elle expose sous le nez des deux héros. Barbra Streisand est mise en caricature sous le style de Picasso, ce qui lui donne un physique peu avantageux.
Elle est notamment l'idole de Rachel Berry dans la série Glee; cette dernière a interprété plusieurs de ses chansons :
- Don't Rain on My Parade lors du treizième épisode de la première saison
- Papa, Can You Hear Me? durant le troisième épisode de la deuxième saison
- My Man dans le vingt-et-unième épisode de la deuxième saison.

La série reprend d'ailleurs la comédie musicale Funny Girl dans sa cinquième saison où Rachel Berry joue le rôle de Fanny Brice. À cette occasion, elle reprend plusieurs titres du musical (You Are Woman, I Am Man, Don't Rain on My Parade, People, I'm the Greatest Star et Who Are You Now) et fait de nombreuses allusions à Barbra Streisand avec des costumes, le carré de Barbra Streisand et certaines répliques du film.
Dans l'épisode 1 de la saison 6 d'American Dad!, Barbra Streisand va donner un spectacle exclusif retransmis à la télévision, où elle interprétera le répertoire de Céline Dion.

### Musique
En 2010, Duck Sauce (composé des DJs A-Trak et Armand van Helden) a sorti un titre à son nom, Barbra Streisand, reprenant en partie la chanson Gotta Go Home de Boney M. (cette chanson étant, elle-même, une reprise du titre Hallo Bimmelbahn du groupe allemand Nighttrain (1973)) ; le clip de cette chanson, sorti le 29 septembre 2010, a été réalisé par So me, avec un sosie de Barbra Streisand.
En 2011, elle chante la chanson Somewhere en duo avec Jackie Evancho sur son album Dream with me (en).
Le pianiste canadien Glenn Gould était un fervent admirateur de Barbra Streisand.

## Voix françaises
Dans les doublages francophones des films, Barbra Streisand est doublée par :
- Michèle Bardollet dans :
  - Funny Girl!
  - Hello, Dolly!
  - Melinda
  - On s'fait la valise, Doc ?
  - Nos plus belles années
  - Ma femme est dingue
  - Funny Lady
  - Tendre Combat
  - La Vie en mauve
  - Cinglée
  - Mon beau-père, mes parents et moi
  - Mon beau-père et nous
  - Maman, j'ai raté ma vie
- Annie Balestra dans :
  - Yentl
  - Le Prince des marées
  - Leçons de séduction

Mais aussi :
- Nita Klein dans La Chouette et le Pussycat